# Nikita Klæstrup
Nikita Klæstrup (* 8. November 1994 in der Guldborgsund Kommune) ist ein dänisches Fotomodell und Mitglied der Partei Liberal Alliance.

## Werdegang
Klæstrup studiert gegenwärtig Rhetorik an der Universität Kopenhagen. Sie arbeitet seit einigen Jahren als Fotomodell bzw. Oben-ohne-Modell. Bis 2015 war sie Mitglied der Jugendorganisation der Konservativen Volkspartei, bei der sie Vorsitzende der lokalen Gruppe Lolland-Falster war. 2013 kandidierte sie bei der Kommunalwahl für den Rat der Guldborgsund Kommune, wurde jedoch nicht gewählt. Nach der Folketingswahl 2015 wechselte Klæstrup zur Liberalen Allianz.
Im Zuge der Kommunalwahl  2013 erlangte sie landesweite Bekanntheit durch eine breite Rezeption in der dänischen Boulevardpresse. Die ungewöhnliche Kombination ihrer Arbeit in der Politik und als Model erzeugte eine spezielle Medienrezeption. Die Zeitung Ekstra Bladet kürte sie zum Wahl-Babe des Jahres. 2015 erregte sie erneut Aufmerksamkeit, als sie zu einem Fest anlässlich des 110-jährigen Bestehens der Jugendorganisation der Konservativen Volkspartei in einem ungewöhnlich geschnittenen Kleid mit sehr freizügigem Dekolleté erschien.
Klæstrups freizügiges Auftreten löste einige Kritik aus. Zudem wurde ihr vorgeworfen, nicht für politische Inhalte zu stehen, sondern lediglich Effekthascherei zu betreiben. Eine Tischnachbarin habe gar geäußert, Nikita bestehe nur aus Brüsten, nicht aus Politik.
Klæstrup antwortete auf diese Kritik, dass sie, Klæstrup, die Endstufe des Feminismus darstelle, bei der jede Frau machen könne, was immer sie wolle.